# 艾格佩斯 (罗讷省)
艾格佩斯（法語：Aigueperse，法語發音：[ɛɡpɛʁs]）是法国罗讷省的一个市镇，属于索恩河畔自由城区。

## 地理
艾格佩斯（46°16'37"N, 4°26'3"E）面积12.95 平方千米，位于法国奥弗涅-罗讷-阿尔卑斯大区罗讷省，该省份为法国中东部省份，北起顺时针与索恩-卢瓦尔省、安省、里昂大都会、伊泽尔省和卢瓦尔省接壤。
与艾格佩斯接壤的市镇（或旧市镇、城区）包括：聖博內德布呂耶爾、圣伊尼德韦尔、沙特奈、日布勒、马图尔、圣拉绍。

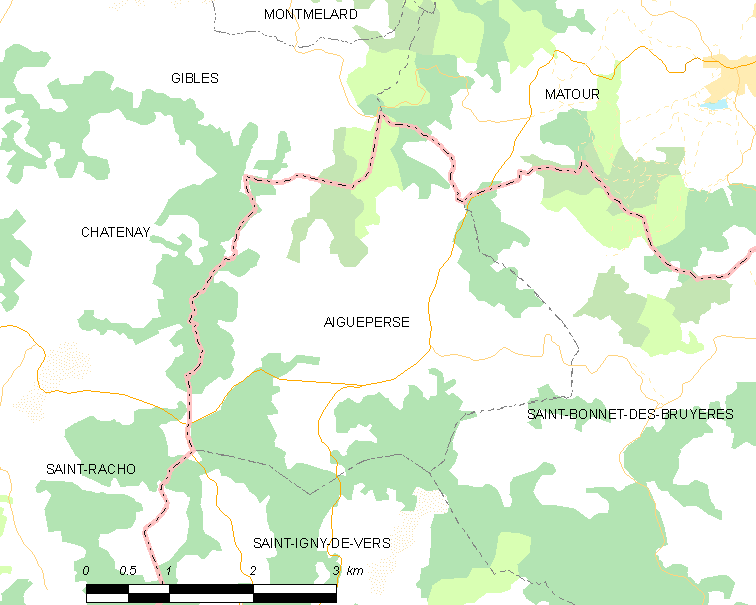
的OSM定位图

艾格佩斯的时区为UTC+01:00、UTC+02:00（夏令时）。

## 行政
艾格佩斯的邮政编码为69790，INSEE市镇编码为69002。

## 政治
艾格佩斯所属的省级选区为蒂济莱布尔县。

## 人口

1962-2008年间人口变化图示

艾格佩斯于2022年1月1日时的人口数量为239人。